# Jean-Hubert Martin
Jean-Hubert Martin (Strasburgo, 1944) è un curatore d'arte francese.

## Biografia
Laureatosi in lettere e storia dell'arte alla Sorbona di Parigi nel 1968, fra gli incarichi ricoperti è stato ex direttore del Centro Georges Pompidou, della Kunsthalle di Berna, e del Musée National des Arts d'Afrique et d'Océanie di Parigi. Jean-Hubert Martin gode fama internazionale non solo come un esperto del mondo dell'arte europea e americana, ma anche per essere una voce autorevole nel campo dell'arte contemporanea di tutti i continenti del globo.
Si è occupato della promozione dell'arte russa per oltre trenta anni, in qualità di membro della giuria del Premio Kandinsky e come curatore di esposizioni su artisti allora emergenti come Ilya Kabakov, di cui ha curato la prima personale.
Il nome di Jean-Hubert Martin è noto anche per l'esposizione del 1989 Magiciens de la terre, che ancora oggi ha influenza sull'arte contemporanea africana e che ha innescato un dibattito culturale sul significato e il valore dell'arte di questo continente. Il suo lavoro pionieristico ha consentito a numerosi artisti emergenti l'inserimento nel sistema dell'arte contemporanea internazionale: già nel 1983, ad esempio, alla mostra Konstruierte Orte tenutasi alla Kunsthalle di Berna, espone opere di artisti di Düsseldorf come Thomas Huber, Reinhard Mucha, Thomas Schütte.
Inoltre, in occasione della mostra Magiciens de la terre presenta artisti sconosciuti come Bruly Bouabré, Bodys Kingelez e Huang Yong Ping.

## Jean-Hubert Martin e l'arte

### Rapporti con il Dada
Jean-Hubert Martin si interessa della corrente Dada già dal 1976, quando cura la retrospettiva su Francis Picabia al Grand Palais di Parigi.
Organizza anche due esposizioni dei lavori di Man Ray (nel 1972 e nel 1982) per il Musée National d'Art Moderne di Parigi, presso il Centro Georges Pompidou.
Va ricordato il suo contributo alla mostra "Parigi-Berlino" nel 1978, dove ha messo in risalto i dadaisti di Berlino.
Nel 1988, come Direttore del Musée National d'Art Moderne di Parigi, fonda la prima sala espositiva esclusivamente dedicata alle opere di Marcel Duchamp all'interno del Centro Georges Pompidou. Nel 2008, realizza un'esposizione intitolata Surexposition: Duchamp, Man Ray, Picabia – Sexe, Humour et Flamenco, dedicata all'amicizia fra Duchamp, Man Ray e Francis Picabia.

### Rapporti con l'arte russa
Si deve a Jean-Hubert Martin la prima mostra personale dell'artista di fama internazionale Ilya Kabakov  al di fuori della Russia nel 1985, quando questi era ancora una figura sconosciuta.
Martin ha curato una mostra di Kazimir Severinovič Malevič al Centre George Pompidou nel 1978.
È stato membro della giuria del Premio Kandinsky dal 2007 al 2009, e ha curato la Terza edizione della Biennale d'arte contemporanea di Mosca, intitolata “Against exclusion” (“Contro l'esclusione”), con l'intento di offrire una panoramica globale dell'arte contemporanea senza alcun vincolo tematico specifico.
In particolare, Jean-Hubert Martin presenta una predilezione per gli artisti della seconda generazione del Concettualismo Moscovita.

### Rapporti con l'arte africana
Il più grande contributo di Martin nei confronti dell'arte africana è senza dubbio l'esposizione del 1989, “Magiciens de la Terre ”, alla quale non fu esposta nessuna opera di artisti già conosciuti, come quelli appartenenti alla Scuola di Dakar  o di Abidjan, ma soltanto lavori di artisti emergenti, se non sconosciuti.
L'intento era infatti la promozione di giovani artisti sul mercato dell'arte contemporanea, sebbene Martin fosse consapevole che non vi fosse alcun mercato dell'arte africana, né in Occidente né in Africa. L'esposizione suscitò numerose critiche, in particolare da parte delle riviste “Revue Noire ” e “Third Text ”.
Si accusava Martin di non aver inserito un sufficiente numero di opere, di non aver studiato una corretta contestualizzazione dei lavori e del fatto che il comitato organizzativo fosse rappresentato da soli occidentali.
Nel 1994, presso l'Istituto del Mondo Arabo di Parigi, ha curato la mostra Rencontres Africaines, collaborando con l'artista malese Abdoulaye Konate (che si è occupato di selezionare i lavori degli artisti del Nord Africa) e con l'artista marocchino Farid Belkahia (cui è stata affidata la selezione degli artisti dell'Africa nera).
Nel 1995, per la Galerie des Cinq Continents, al Musée des Arts d'Afrique et d'Océanie ha presentato delle opere di artisti legati alla loro cultura e alle loro origini non occidentali.
Nel 2004 ha avviato la mostra itinerante Africa Remix, la prima panoramica di arte contemporanea africana, ospitata nelle città di Dusseldorf, Londra, Parigi, Tokyo, Stoccolma e Johannesburg.
È significativo il fatto che Martin, pur essendo un grande conoscitore dell'arte africana, non sia mai stato invitato alla Biennale di Dakar  in qualità di relatore o di membro organizzativo.

## Attività
- 1971-1982 Curatore del Musée National d'Art Moderne di Parigi; dal 1977 - al Centro Georges Pompidou
- 1982-1985 Direttore della Kunsthalle di Berna
- 1987-1990 Direttore del Musée National d'Art Moderne di Parigi, al Centro Georges Pompidou
- 1991-1995 Direttore artistico dello Chateau d'Oiron   (Francia)
- 1994-1999 Direttore del Musée National des Arts d'Afrique et d'Océanie di Parigi
- 2000 Direttore artistico della Biennale di Lione
- 2001-2006 Direttore artistico del PAC- Padiglione d'Arte Contemporanea di Milano
- 2000-2006 Direttore generale dello Stiftung Museum Kunstpalast di Düsseldorf
- 2007 Curatore (insieme a Giandomenico Romanelli, Mattijs Visser e Daniela Ferretti) della mostra “Artempo”, Museo Fortuny, Venezia
- 2008 Direttore del Museo FRAME (The French Regional & American Museum Exchange)

## Opere (selezione)
- Laurie Anderson. The record of the time, Mazzotta, 2003
- (con Maité Vissault), Chen Zhen. Residence, resonance, resistance. Edizione tedesca e francese. Catalogo della mostra (Tours-Munster), Gli Ori, 2003
- (con Hervé Perdriolle), Richard Long. Jivya Soma Mashe. Un incontro, Mazzotta, 2004
- Christian Boltanski. 6 Septembres, Charta, 2005
- Jean Crotti. Catalogo della mostra (Fribourg, 6 giugno-14 settembre 2008), 5 Continents Editions, 2008